# Secuestro permanente

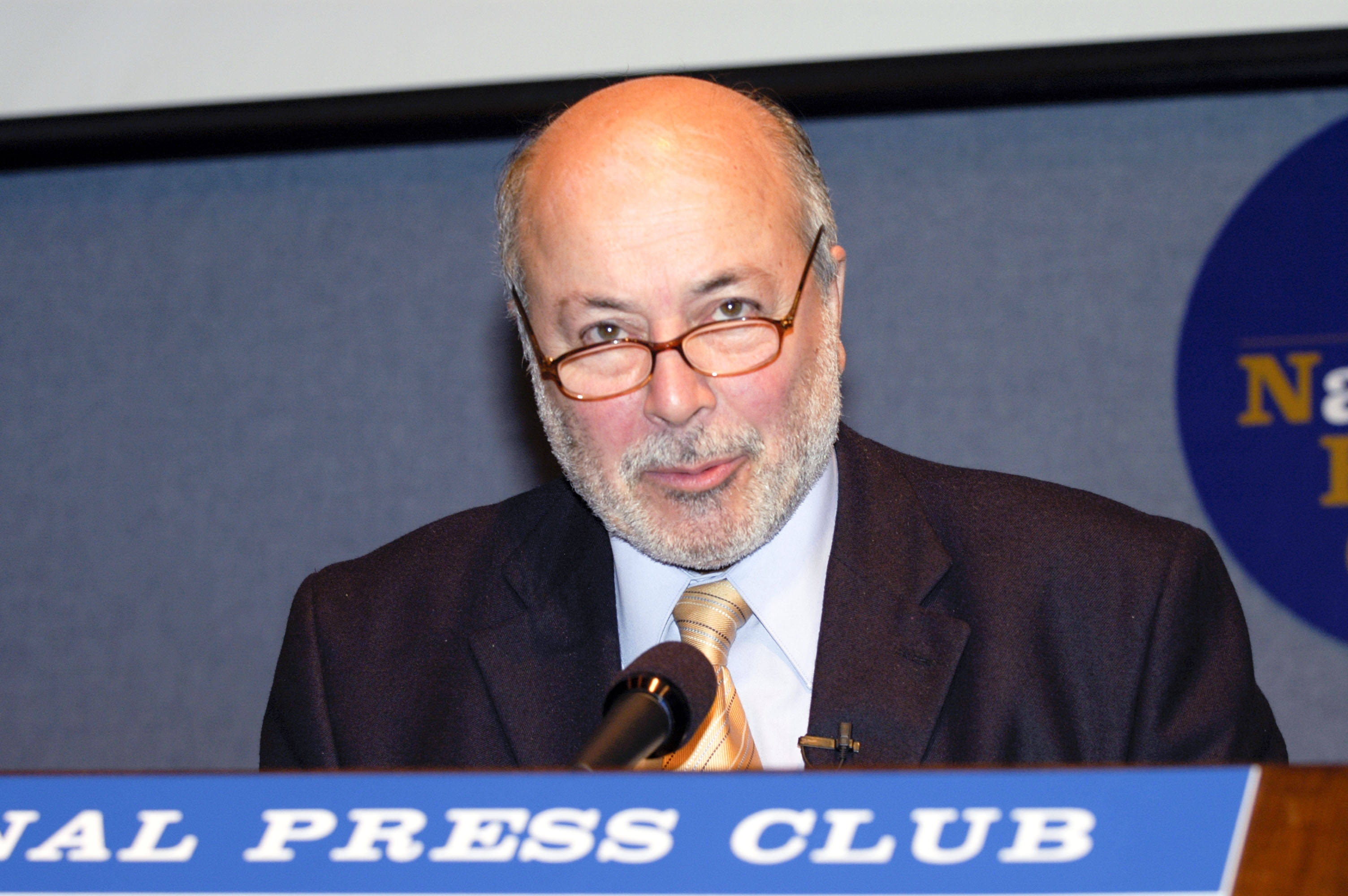
Juan Guzmán Tapia fue el primer y único juez chileno que interrogó a Pinochet

El llamado secuestro permanente es una teoría relativa a los "delitos continuados" y los "delitos permanentes". El juez chileno Juan Guzmán Tapia ha definido como delitos paralelos a la existencia de los crímenes inmediatos, estos serían los delitos o los crímenes permanentes, por lo que la figura del secuestro permanente serían: aquellos [delitos] que duran el tiempo que están siendo perpetrados, y en el caso del secuestro, éste dura desde el momento en que se priva ilegítimamente a una persona de su libertad, hasta que se la libera o hasta que esa persona aparece, muerta, posiblemente." Si bien la tesis ha sido acogida por una parte del país, otra parte del mismo se ha opuesto a la tesis.

## Historia
En una entrevista exclusiva a Radio Nederland, Juan Guzmán cuenta que la definición de secuestro permanente se le ocurrió en 1998 mientras estudiaba una querella presentada por Gladys Marín, entonces secretaria del Partido Comunista de Chile (PC), en que acusaba a Augusto Pinochet de haber asesinado y secuestrado a la dirección clandestina del PC en el año 1976. Fue entonces cuando Guzmán pensó que con la definición de secuestro permanente podría poner en jaque a la ley de amnistía de 1978.
Esta ley daba amnistía a quienes hubieran participado en hechos de represión a opositores al régimen de Pinochet durante el comienzo del régimen. Con la figura del secuestro permanente, el delito de secuestro y desaparición se seguía cometiendo en forma continua de modo que no se aplicaría la ley de amnistía, ya que ésta se refería a delitos cometidos dentro de un período específico. Con esta tesis, el delito de desaparición de personas no puede prescribir puesto que es un delito continuo.

## Críticas
El abogado y senador derechista Andrés Allamand ha dicho que la tesis del secuestro permanente es bizantina y que hasta el propio Presidente de la Corte Suprema señaló que esta formula era contraria al sentido común. Agregó además que "Vulnera el debido proceso decretar que no es el Estado al que le corresponde probar que un delito permaneció en el tiempo, sino que a los inculpados corresponde probar que ello no ocurrió. Las cosas claras: La Corte Suprema puede en definitiva resolver aplicar o no la amnistía. Pero lo que no puede hacer es valerse de un pretexto para no hacer ni una ni otra cosa." Y termina diciendo que la tesis del "secuestro permanente" le hará al Poder Judicial lo que la tesis de los "excesos individuales" le hizo a las Fuerzas Armadas: "Por ser solo una ficción sin sustancia, deberá abandonarla y entonces pagará el costo de haberla adoptado."
Por su parte el abogado y senador derechista Hernán Larraín, entonces presidente del senado, dijo que ampararse "en ficciones que no existen como el secuestro permanente, que supone que los secuestrados están vivos, ciertamente no contribuye a despejar los problemas de la justicia".
En todo caso, la Corte Suprema no tuvo una opinión consistente en cuanto a la tesis del secuestro continuo, porque en algunos casos ésta sí fue acogida.